# 松枝顕勝
松枝 顕勝（顯勝、まつえ けんしょう、1842年（天保13年3月） - 1909年（明治42年）3月1日）は、日本の政治家、衆議院議員（1期）。

## 経歴
肥後国宇土郡郡浦村(のち熊本県宇土郡郡浦村、三角町を経て現・宇城市)生まれ。農業を営む。郡浦村会議員、宇土郡会議員、同議長、熊本県会議員、同副議長となる。
1898年3月の第5回衆議院議員総選挙において熊本1区から国民協会公認で立候補して当選した。衆議院議員を1期務め、同年8月の第6回衆議院議員総選挙は不出馬。1909年に死去した。